# Tipula persplendens
Tipula persplendens är en tvåvingeart som beskrevs av Alexander 1935. Tipula persplendens ingår i släktet Tipula och familjen storharkrankar. Inga underarter finns listade i Catalogue of Life.